# مسجد الخضر (مصر)
مسجد الخضر إحدى قرى مركز الباجور التابع لمحافظة المنوفية في جمهورية مصر العربية.

## التاريخ
قرية مسجد الخضر من القرى القديمة، واسمها الأصلي وقت الفتح الإسلامي لمصر أنتوهي (بالإنجليزية: Antouhi)‏، وقد وردت باسم أنتوهه وتُعرف أيضًا باسم مسجد الخضر في أعمال المنوفية ضمن قرى الروك الصلاحي التي أحصاها ابن مماتي في كتاب قوانين الدواوين، كما وردت باسم أنتوهه أو مسجد الخضر في أعمال المنوفية ضمن قرى الروك الناصري التي أحصاها ابن الجيعان في كتاب «التحفة السنية بأسماء البلاد المصرية». وفي العصر العثماني كان اسمها في تربيع سنة 933هـ/1527م الذي أجراه الوالي العثماني سليمان باشا الخادم في عصر السلطان العثماني سليمان القانوني أنتوها أو مسجد الخضر ضمن قرى ولاية المنوفية، وفي تاريخ 1228هـ/1813م الذي عدّ قرى مصر بعد المسح الذي قام به محمد علي باشا باسم مسجد الخضر ضمن قرى مديرية المنوفية.

## السكان
بلغ عدد سكان مسجد الخضر 6,298 نسمة، حسب الإحصاء الرسمي لعام 2006.